# Reinhold Köstlin
Reinhold Köstlin (* 11. Oktober 1876 in Heilbronn; † 1. Juni 1967 im Gschwender Ortsteil Schlechtbach) war ein deutscher Schauspieler.

## Leben
Reinhold Köstlin war das jüngste der fünf Kinder des Gefängnisdirektors Karl von Köstlin und seiner Ehefrau Anna, geb. Scholl, und ein Cousin des Schauspielers Theodor Köstlin, alias Theodor Brandt. Er legte am Heilbronner Karlsgymnasium das Abitur ab und begann dann auf Wunsch seiner Eltern eine Kaufmannslehre, konnte sie jedoch schon nach wenigen Monaten überreden, ihm seinen ursprünglichen Berufswunsch, Schauspieler, zu gestatten. 1896 hatte er ein Engagement in Frankfurt an der Oder, später wirkte er in Friedrichroda und in Lübeck. Danach wurde er Hofschauspieler in Altenburg. 1899 erhielt er im Alter von 23 Jahren ein Engagement am Schillertheater in Berlin, zu dessen Ensemble er dann als Chargenspieler mehrere Jahrzehnte lang, ebenso wie später zu dem des Staatstheaters in Berlin, gehörte. In seiner Wohnung in der Knesebeckstraße 11 fanden zahlreiche Premierenfeiern mit prominenteren Kollegen statt. Filmauftritte hatte er in drei Stummfilmen, die kurz nach dem Ersten Weltkrieg produziert wurden: Drei Tänze der Mary Wilford, Brigantenliebe und Yoshiwara, die Liebesstadt der Japaner. Zu den Stücken, in denen er Hauptrollen spielte, gehörte Charley’s Tante. Köstlin trat auch sonst häufig in Frauenkleidern auf. Im Alter von über 40 Jahren heiratete er Charlotte Carnap, eine ehemalige Bardame.
In den 1920er Jahren wurde er Assistent Jürgen Fehlings. Insbesondere Stücke von Ernst Barlach und Richard Billinger wurden auf die Bühne gebracht. Während Barlach auch als Bildhauer während des Dritten Reichs bald Berufsverbot erhielt, waren Billingers Stücke, die mit der Blut- und Boden-Ideologie konform schienen, dem Regime länger genehm. Doch 1935 wurde Billinger wegen seiner Homosexualität in einen Prozess verstrickt. Fehling, der zu diesem Zeitpunkt schon ein Visum für die USA besaß, konnte dieses nicht mehr zur Emigration nutzen und verlegte seinen Wirkungsort deshalb nur nach Berlin, Köstlin wurde im selben Jahr, wie er später selbst formulierte, „entlassen“, möglicherweise wegen einer Aversion Hermann Görings, dessen Ehefrau Emmy Sonnemann in erster Ehe mit Karl Köstlin, dem Sohn Theodor Köstlins, verheiratet gewesen war. Die letzte Premiere erlebte Reinhold Köstlin mit Gustaf Gründgens und Das Glas Wasser von Eugène Scribe.
Nach seinem Rückzug von der Bühne im Jahr 1935 kaufte Köstlin sich eine alte Sägemühle in Schlechtbach bei Schwäbisch Gmünd, wo er die letzten Jahrzehnte seines Lebens verbrachte. Sein Freund Albert Florath zog wenige Jahre später ebenfalls nach Schlechtbach. Roderich Arndt wurde das dritte Mitglied der Schlechtbacher Schauspieler-Enklave.
1964 wurde Reinhold Köstlin von Boleslav Barlog zum Staatsschauspieler ernannt, anlässlich seines 85. Geburtstages porträtierte ihn die Stuttgarter Zeitung, 1964 die Heilbronner Stimme.